# Bythinella zyvionteki
Bythinella zyvionteki е вид коремоного от семейство Hydrobiidae. Видът е застрашен от изчезване.

## Разпространение
Разпространен е в Полша.